# Britta Konradt

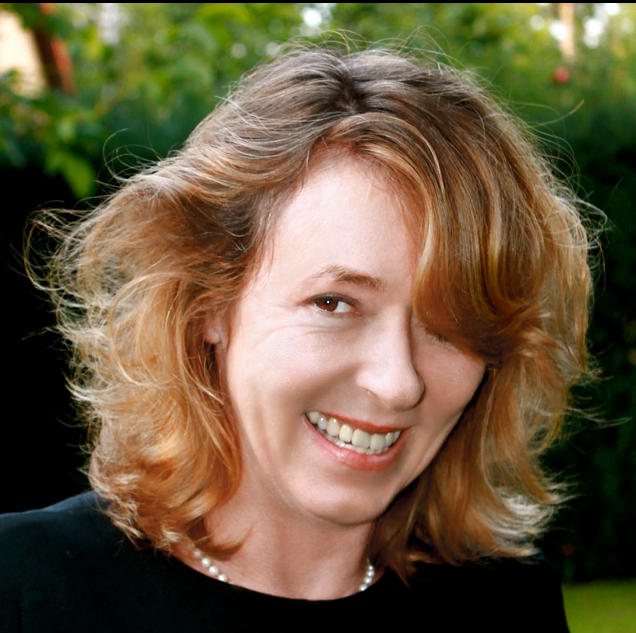
Britta Konradt

Britta Konradt (* 29. März 1961 in Berlin) ist eine deutsche Rechtsanwältin, Ärztin und Biochemikerin. Sie wurde durch ihre Publikationstätigkeit und Medienauftritte zu medizinischen Behandlungsfehlern einer breiteren Öffentlichkeit bekannt.

## Leben
Konradt studierte in Berlin und Hamburg Biochemie und Medizin und wurde an der Freien Universität Berlin promoviert. Anschließend arbeitete sie als Neurologin und studierte an der Freien Universität Rechtswissenschaften. 2003 eröffnete sie eine Anwaltskanzlei für Arzthaftungsrecht.
Sie ist seit 2010 Gastdozentin an der Martin-Luther-Universität Halle-Wittenberg in dem interdisziplinären Studiengang „Medizin-Ethik-Recht“, bildet Referendare und Referendarinnen aus und ist regelmäßig als Dozentin auf Fachkonferenzen und bei Fortbildungsveranstaltungen tätig.
Konradt entwickelte zusammen mit dem Produzenten Wolfgang Rademann die TV-Serie „Engel der Gerechtigkeit“, die Arzthaftung thematisiert und 2011 im ZDF ausgestrahlt wurde. Seit Erscheinen ihres ersten Buches Behandlungsfehler. Ein Plädoyer für selbstbewusste Patienten und eine menschliche Medizin (2012) stand Konradt verstärkt in der Öffentlichkeit. Sie gab zahlreiche Interviews für Presse (u. a. Bild, Die Zeit, Stern, Der Spiegel) und Rundfunk (Deutschlandradio, Bayerischer Rundfunk, Deutschlandfunk) und absolvierte mehrere Fernsehauftritte, u. a. beim ZDF-Mittagsmagazin und in diversen Talkshows wie DAS! (NDR), Berlin Mitte mit Maybrit Illner, Markus Lanz (ZDF) oder Talk im Hangar-7 (Servus TV).
Konradt wurde von der Wirtschaftswoche in Kooperation mit dem Handelsblatt Research Institute zur Top-Anwältin im Fachgebiet Medizinrecht ausgezeichnet.

## Werke

### Monografien
- Die ambulante Therapie des Hörsturzes, Diss., Berlin, 1992.
- Behandlungsfehler. Ein Plädoyer für selbstbewusste Patienten und eine menschliche Medizin. Südwest Verlag, München 2012, ISBN 978-3-517-08818-1.
- Ärztepfusch – und jetzt? Behandlungsfehler vermeiden, aufdecken und Recht bekommen. Linde Verlag, Wien 2013, ISBN 978-3-7093-0526-3.

### Artikel (Auswahl)
- Gemeinsam mit C.-D. Heidecke, J. Jaklin, A. Mangold, V. Sänger und H. Siebert: Zwischenbilanz Patientenrechtegesetz und Infektionsschutzgesetz. In: Der Chirurg. Zeitschrift für alle Gebiete der operativen Medizin 12 (2014), S. 1103–1108, DOI:10.1007/s00104-014-2790-2.
- Was Patienten bei Ärztepfusch tun können. In: Stern (21. Januar 2014).
- Das arzthaftungsrechtliche Mandat aus Sicht des Patientenanwalts. In: Alexander P. F. Ehlers, Maximilian Guido Broglie: Arzthaftungsrecht. 5. Aufl. C. H. Beck, München 2013, Kapitel 2, ISBN 978-3-406-64581-5.